# Rochdale (circonscription britannique)
Pour les articles homonymes, voir Rochdale (homonymie).

Rochdale dans le Grand Manchester.

La circonscription de Rochdale est une circonscription électorale anglaise située dans le Grand Manchester et représentée à la Chambre des communes du Parlement britannique.